# مسابقات ژیمناستیک هنری زنان اروپا ۲۰۱۲

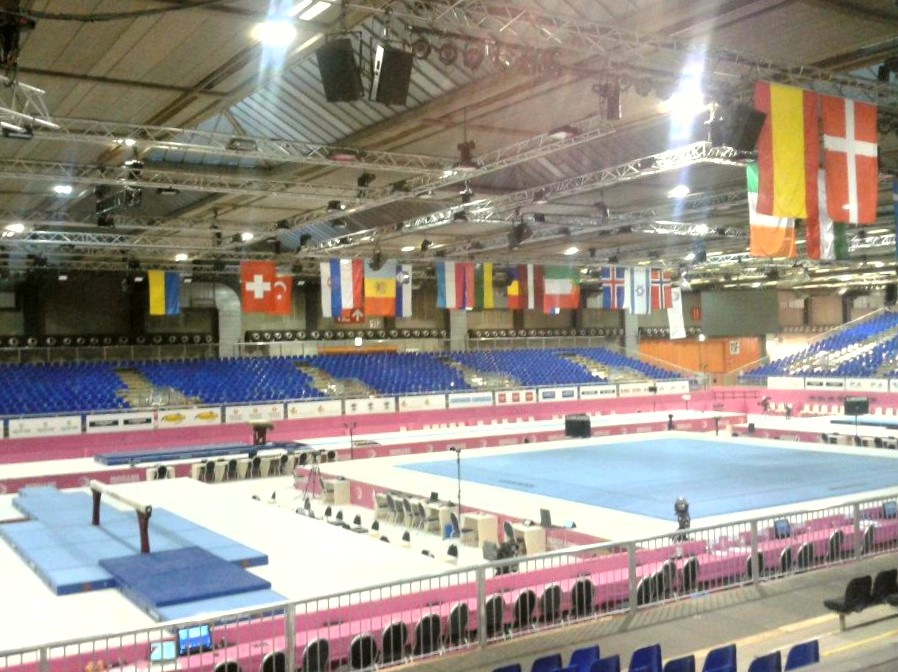
مسابقات ژیمناستیک هنری اروپا ۲۰۱۲

مسابقات ژیمناستیک هنری اروپا ۲۰۱۲ بیست و نهمین دوره مسابقات ژیمناستیک هنری زنان اروپا است.
این مسابقات از ۹ تا ۱۳ مه ۲۰۱۲ در بروکسل، بلژیک در دو بخش بزرگسالان و جوانان برگزار شده است.

## جدول مدال‌ها

### بزرگسالان
| رتبه  | کشور           | طلا | نقره | برنز | مجموع |
| ۱     | رومانی         | ۴   | ۲    | ۰    | ۶     |
| ۲     | روسیه          | ۱   | ۲    | ۰    | ۳     |
| ۳     | آلمان          | ۰   | ۱    | ۰    | ۱     |
| ۴     | بریتانیای کبیر | ۰   | ۰    | ۲    | ۲     |
| ۵     | ایتالیا        | ۰   | ۰    | ۱    | ۱     |
| ۵     | سوئیس          | ۰   | ۰    | ۱    | ۱     |
| ۵     | اوکراین        | ۰   | ۰    | ۱    | ۱     |
| مجموع | مجموع          | ۵   | ۵    | ۵    | ۱۵    |

### جوانان
| رتبه  | کشور           | طلا | نقره | برنز | مجموع |
| ۱     | روسیه          | ۳   | ۲    | ۲    | ۷     |
| ۲     | ایتالیا        | ۱   | ۱    | ۱    | ۳     |
| ۳     | هلند           | ۱   | ۰    | ۰    | ۱     |
| ۳     | آلمان          | ۱   | ۰    | ۰    | ۱     |
| ۵     | رومانی         | ۰   | ۳    | ۳    | ۶     |
| ۶     | بریتانیای کبیر | ۰   | ۰    | ۱    | ۱     |
| مجموع | مجموع          | ۶   | ۶    | ۷    | ۱۹    |